# Trifenylmethanol
Trifenylmethanol (zkráceně TrOH, někdy nazývaný trifenylkarbinol) je organická sloučenina se vzorcem (C6H5)3COH. Jedná se o bílou krystalickou látku, která se nerozpouští ve vodě a petroletheru, ale je rozpustná v ethanolu, diethyletheru a benzenu. V silně kyselých prostředích se v důsledku tvorby stabilního „tritylového“ karbokationtu zbarvuje do žluta. Deriváty trifenylmethanolu se používají jako barviva.

## Historie
Poté, co August Kekulé a Antoine Paul Nicolas Franchimont v roce 1872 poprvé připravili trifenylmethan, tak Walerius Hemilian roku 1874 získal trifenylmethanol, reakcí trifenylmethylbromidu s vodou i oxidací trifenylmethanu.

## Struktura a vlastnosti
Trifenylmethanol obsahuje tři fenylové a alkoholovou skupinu navázané na centrální atom uhlíku; ten má tetraedrickou geometrii. Vazby C–fenyl odpovídají obvyklým vazbám mezi sp3 a sp2 uhlíky, jejich délky jsou přibližně 147 pm, zatímco vazby C–O mají délku kolem 142 pm.
Přítomnost tří fenylových skupin vedle sebe dodává této sloučenině reaktivitu u alkoholů neobvyklou; například reakcí s acetylchloridem nevzniká ester, nýbrž trifenylmethylchlorid:
Ph3COH + MeCOCl → Ph3CCl + MeCO2H
Tři fenyly také vytvářejí sterickou ochranu. Reakcí s peroxidem vodíku vzniká neobvykle stabilní hydroperoxid, Ph3COOH.

### Acidobazické vlastnosti
U trifenylmethanolu se očekává pKa mezi 16 a 19. Podobně jako u jiných alkoholů nedochází k rezonanční stabilizaci konjugované zásady, protože je alkoholový kyslík vázán na nasycený atom uhlíku. Stabilizace aniontu solvatačními silami je kvůli sterickým vlivům fenylových skupin velmi slabá.
Zásaditost trifenylmethanolu zvyšuje tvorba rezonančně stabilizovaného karbokationtu po rozštěpení vazby C–O. V silně kyselých roztocích se po protonaci kyslíku odštěpuje voda a vytváří trifenylmethylový (tritylový) kation:
Ph3COH + H+ → Ph3C+ + H2O
Tritylový kation je jedním z nejsnadněji izolovatelných karbokationtů, přestože prudce reaguje s vodou.

## Příprava
Příprava trifenylmethanolu reakcí methylbenzoátu nebo benzofenonu s fenylmagnesiumbromidem je častým laboratorním experimentem sloužícím pro předvedení Grignardovy reakce. Výchozí látkou může být i diethylkarbonát.

## Použití
I když nemá výraznější průmyslové využití, tak je trifenylmethanol užitečným činidlem v laboratořích. Jeho substituované deriváty jsou meziprodukty výroby triarylmethanových barviv.